# Huyền Phin
Nguyễn Thị Huyền Phin thường được biết đến với nghệ danh Huyền Phin (sinh ngày 11 tháng 09 năm 1964) là một ca sĩ chèo và đại biểu quốc hội Việt Nam.

## Lịch sử
Bà Nguyễn Thị Huyền Phin thường được giới mộ điệu biết tới qua nghệ danh Huyền Phin sinh ngày 11 tháng 09 năm 1964 tại xã Hồng Lý, huyện Vũ Thư, tỉnh Thái Bình, bấy giờ thuộc Việt Nam Dân chủ Cộng hòa.
Năm 16 tuổi, sau khi tốt nghiệp lớp 10/10, bà quyết định lên thị xã Thái Bình theo học hát chèo nhờ chút năng khiếu bộc lộ sớm. Theo quy định chức nghiệp đương thời, cô bé Huyền Phin được cử về đoàn chèo Lai Châu, bắt đầu sự nghiệp với các vai quần chúng và phụ diễn. Tới tháng 07 năm 1982, nhờ những tiến bộ chóng vánh, cô được phép về công tác tại Đoàn ca múa Thái Bình (nay là Đoàn ca múa kịch Thái Bình). Huyền Phin trở thành một trong những đào chính và dần đảm nhiệm cả vị trí quản lý ban chèo. Đây cũng là thời điểm Nhà hát Chèo Thái Bình lớn dậy thành một trong các ngôi sao sáng nhất của chiếng chèo Bắc Bộ, ở giai đoạn sân khấu Việt Nam đang phát triển rất mãnh liệt.
Giai đoạn 1985 - 1995, mặc cho sức hấp dẫn của sân khấu thuyên giảm cho trào lưu xem băng video rộ lên, nhưng Nhà hát Chèo Thái Bình vẫn đứng vững. Bản thân nghệ sĩ Huyền Phin cũng nhận vô số huy chương ở các hội diễn toàn quốc, đồng thời bước đầu thành công khi đem chèo tỉnh Thái Bình xuống Tây Nam Bộ - nơi mà trước đó không mặn mà với các loại hình sân khấu Bắc Bộ.
Cũng từ năm 1995, nghệ sĩ Huyền Phin bắt đầu thâu âm một số ca khúc tự tình quê hương nhằm đổi mới phong cách biểu diễn và tiếp cận công chúng. Tuy nhiên ở thời điểm này, tên tuổi Huyền Phin chỉ tỏa sáng trong giới mộ điệu và hầu như không được đại chúng Việt Nam biết tới.
Khoảng năm 2007, trên mạng xã hội Việt Nam rộ lên trào lưu ái mộ hai clip Nắng ấm quê hương (Đình Chiểu, Huyền Phin) và Đào liễu (Huyền Phin) đều do Đài Phát thanh - Truyền hình Thái Bình quay khiến hình ảnh nghệ sĩ Huyền Phin đột nhiên khiến dư luận chú ý. Mặc dù giai đoạn này bà bắt đầu chú tâm công tác quản lý với vị trí đoàn phó Đoàn ca múa kịch Thái Bình kiêm giám đốc Nhà hát Chèo Thái Bình, hạn chế dần tần suất xuất hiện trên truyền thông.
Sang thập niên 2010, nghệ sĩ Huyền Phin đổi hẳn phong cách tiếp cận công chúng bằng việc thâu đĩa những ca khúc tự tình quê hương đặc sắc, đồng thời mở các liveshow kỉ niệm đời nghệ sĩ chèo của mình.

### Sự nghiệp
- Đại biểu quốc hội khóa IX (1992)
- Ủy viên Ủy ban Văn hóa, Giáo dục, Thanh niên, Thiếu niên và Nhi đồng của Quốc hội[2] (1992)
- Nghệ sĩ ưu tú (2001)
- Nghệ sĩ nhân dân[3][4][5] (2019)

### Tôn vinh
- Huy chương Vì sự nghiệp Văn hóa - Thông tin (2001)
- Kỷ niệm chương Vì sự nghiệp Văn học - Nghệ thuật Việt Nam (2007)

### Tác phẩm
Vai trò
- Công chúa Sami... Truyện tình nàng Sami (1986)
- Vợ anh Đỗ... Duyên nợ tình đời (1990)
- Mụ chủ lầu xanh... Thiên kim tình hận (1993)
- ?... Chốn quan trường (1994)
- ?... Trương Đô
- Nàng Roza... Tiểu thư Roza
- Bà hoàng... Lời nguyền của nữ hoàng
- Cô Tấm... Tấm Cám
- Châu Long... Lưu Bình - Dương Lễ
- Thị Mầu... Quan Âm Thị Kính

Nhạc tập
- 11 tình khúc quê lúa (2004)
- Tiếng hát từ quê lúa[6] (Hồ Gươm Audio Video, 2011)